# Alocasia inornata
Alocasia inornata là một loài thực vật có hoa trong họ Ráy (Araceae). Loài này được Hallier f. mô tả khoa học đầu tiên năm 1915.